# Швидкісна залізниця Польщі
Швидкісна залізниця (пол. Kolej dużych prędkości) заснована в Польщі 14 грудня 2014 року з введенням в експлуатацію 20 неповоротних поїздів New Pendolino, що працюють на 4 визначених лініях, які розходяться від Варшави. Польська державна залізниця розпочала пасажирські перевезення потягами Пендоліно, що рухаються з максимальною швидкістю 200 км/год на 80-кілометровій лінії Ольшамовіце-Заверче (частина залізничної лінії центральної залізничної магістралі, що веде з Варшави до Катовиць/Кракова). З грудня 2017 року є дві ділянки зі швидкістю 200 км/год, загальною довжиною 136 км. Всі високошвидкісні послуги, що надаються PKP в Польщі, називаються Express Intercity Premium (EIP).

## Поточні з'єднання
Спочатку PKP Intercity використовувала лише дев'ять одиниць на день для обслуговування 23 рейсів EIP з Варшави до Ґдині, Кракова, Катовиці та Вроцлава. Сьогодні більшість з 20 одиниць працюють на основному маршруті Краків — Варшава — Ґданськ — Ґдиня, курсуючи щогодини в години пік і кожні 2 години в непікові години. Маршрут (Ґливиці/Бєльсько-Бяла — Катовиці — Варшава — Ґданськ — Ґдиня) обслуговується п'ять разів на день. На маршруті до Вроцлава щодня курсує по два автобуси Пендоліно в кожну сторону. Час у дорозі становить 2 години 58 хвилин із Варшави до Ґданська, 2 години 28 хвилин до Кракова та 2 години 34 хвилин до Катовиць. Поїзди EIP з Варшави до Вроцлава проходять через центральну залізничну магістраль, Ченстохову та Ополе, займаючи 3 години 42 хвилин проти 6 годин для попереднього маршруту через Познань.
На додаток до Центральної залізничної лінії з Варшави до Кракова і Катовиці та з Варшави до Вроцлава, Пендоліноs також працюють на 350-кілометровому маршруті з Варшави до Ґданська і Ґдині на узбережжі Балтійського моря. У 2011-2015 роках маршрут Варшава-Ґданськ-Ґдиня зазнав значної модернізації вартістю 3 мільярди доларів США, частково профінансованої Європейським інвестиційним банком, включаючи заміну колії, вирівнювання кривих і перенесення ділянок колії для забезпечення швидкості до 200 км/год, модернізацію станцій і встановлення європейської системи управління рухом поїздів 2-го рівня, яка має бути завершена в червні 2015 року. Коли 14 грудня 2014 року Пендоліно розпочав роботу, попередній час подорожі залізницею Варшава-Ґданськ, що становив від 4½ до 6 годин, було скорочено до 2 годин 58 хвилин, а після завершення модернізації буде скорочено до 2 годин 40 хвилин.